# Lee Seung-yun
Lee Seung-yun, född 18 april 1995, är en sydkoreansk bågskytt som vann guld i lagtävlingen vid Olympiska sommarspelen 2016. Han vann också guld individuellt vid VM 2013.